# 奥尔维赛姆
奥尔维赛姆（法語：Olwisheim，法語發音：[ɔlvisaim]）是法国下莱茵省的一个市镇，属于阿格诺-维桑堡区。

## 地理
奥尔维赛姆（48°41'49"N, 7°40'33"E）面积2.96 平方千米，位于法国大東部大區下莱茵省，该省份为法国大陆部分最东部的省份，是阿尔萨斯的一部分，今与上莱茵省组成了阿尔萨斯欧洲集体，其南至上莱茵省，西南接孚日省和默尔特-摩泽尔省，西接摩泽尔省，北与德国接壤，东侧沿莱茵河与德国相望。
与奥尔维赛姆接壤的市镇（或旧市镇、城区）包括：布吕马特、贝尔斯泰、比尔维赛姆、埃克韦尔桑、米泰尔斯沙埃福尔桑。
奥尔维赛姆的时区为UTC+01:00、UTC+02:00（夏令时）。

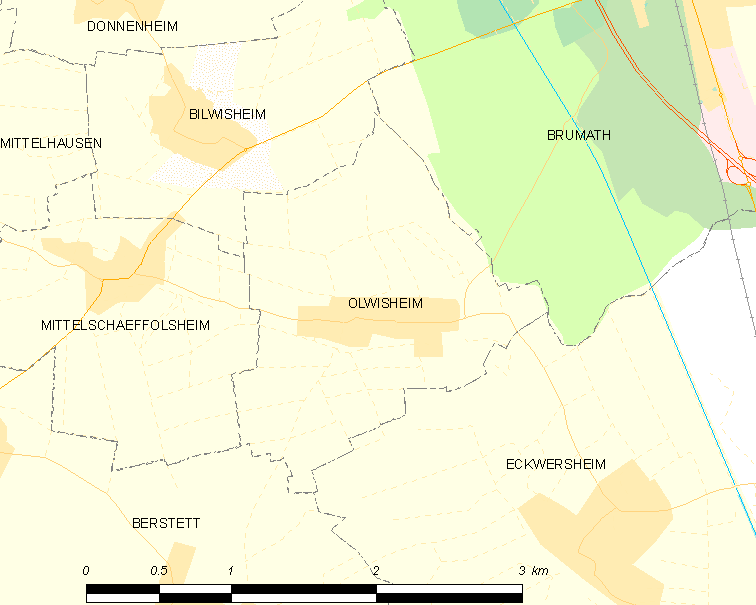
奥尔维赛姆的OSM定位图

## 行政
奥尔维赛姆的邮政编码为67170，INSEE市镇编码为67361。

## 政治
奥尔维赛姆所属的省级选区为布吕马特县。

## 人口

1962-2008年间奥尔维赛姆人口变化图示

奥尔维赛姆于2022年1月1日时的人口数量为490人。